# Mostra MacaBRo
Mostra MacaBRo ou MacaBRo – Horror Brasileiro Contemporâneo é um festival de cinema exibido no Brasil promovido em 2020 pelo CCBB (Centro Cultural Banco do Brasil) e exibido gratuitamente na plataforma de streaming da Darkflix, mas de forma limitada. Devido ao sucesso da edição anual, com 400 mil visualizações, a mostra foi transmitida por mais cinco dias, sendo exibidos os títulos mais pedidos pelo público. Devido a pandemia de COVID-19, todos os eventos ocorreram de forma virtual, incluindo debates, palestras e os cursos. Todos os títulos exibidos na edição foram produzidos no Brasil, sendo organizados pelos curadores Carlos Primati e Breno Lira Gomes.